# مردیت سالنجر
مردیت سالنجر (انگلیسی: Meredith Salenger؛ زادهٔ ۱۴ مارس ۱۹۷۰) هنرپیشه اهل ایالات متحده آمریکا است. وی از سال ۱۹۸۲ میلادی تاکنون مشغول فعالیت بوده‌است.
از فیلم‌ها یا برنامه‌های تلویزیونی که وی در آن نقش داشته‌است می‌توان به پرونده سرد، مسابقه تا کوه جادوگران، دهکده نفرین‌شدگان، سفر ناتی گن، رؤیای یک رؤیای کوچک، بوسه، و تردید در درخشش اشاره کرد.